# Nonhyeon (métro de Séoul)
Nonhyeon (hangeul : 논현 ; hanja : 論峴) est une station de correspondance entre la ligne 7 et la ligne Sin Bundang du métro de Séoul. Elle est située au 102 Hakdong-ro, quartier Nonhyeon-dong, dans l'arrondissement Gangnam-gu de la ville Séoul, en Corée du Sud.
Ouverte en 2000 et devenue station de correspondance en 2022, la station est desservie par les rames omnibus qui circulent sur le ligne 7 et sur la ligne Sin Bundang.

## Situation sur le réseau

Plan du réseau (2023)

La station Nonhyeon  est une station de correspondance entre la ligne 7 et la ligne Sin Bundang du métro de Séoul :
sur la ligne 7, c'est une station souterraine située entre la station Hak-dong, en direction du terminus ouest Seongnam, et la station Banpo, en direction du terminus nord-est  Jangam ;
sur la ligne Sin Bundang, c'est une station souterraine située entre la station Cheonggyesan, en direction du terminus nord Sinsa, et la station Sinnonhyeon en direction du terminus sud Gwanggyo.

## Histoire
La station Nonhyeon de la ligne 7 du métro de Séoul est mise en service le 1er août 2000, lors de l'ouverture à l'exploitation des 17 km de la section de Université de Konkuk à Sinpung.
Elle devient une station de correspondance, lors de la mise en service de la station Nonhyeon, de la ligne Sin Bundang, le 28 mai 2022, lors du prolongement de cette ligene d Gangnam à Sinsa,..

## Services aux voyageurs

### Accès et accueil
Établie au 102 Hakdong-ro, quartier Nonhyeon-dong, dans l'arrondissement Gangnam-gu, en limite du Seocho-gu, à l'intersection de Yeongdong, où se rencontrent la Gangnam-daero, la Hakdong-ro et la Sinbanpo-ro. La station dispose de dix bouches, numérotées de 1 à 10. Les stations sont situées au troisième (ligne 7) et quatrième (ligne Sin Bundang) sous-sol. Pour les échanges entre la surface est les quatre sous-sol elle est équipée d'escaliers, d'escaliers mécaniques et d'ascenseurs. La billetterie dispose d'automates notamment pour les titres de transport et la recharge des cartes.

Installations station
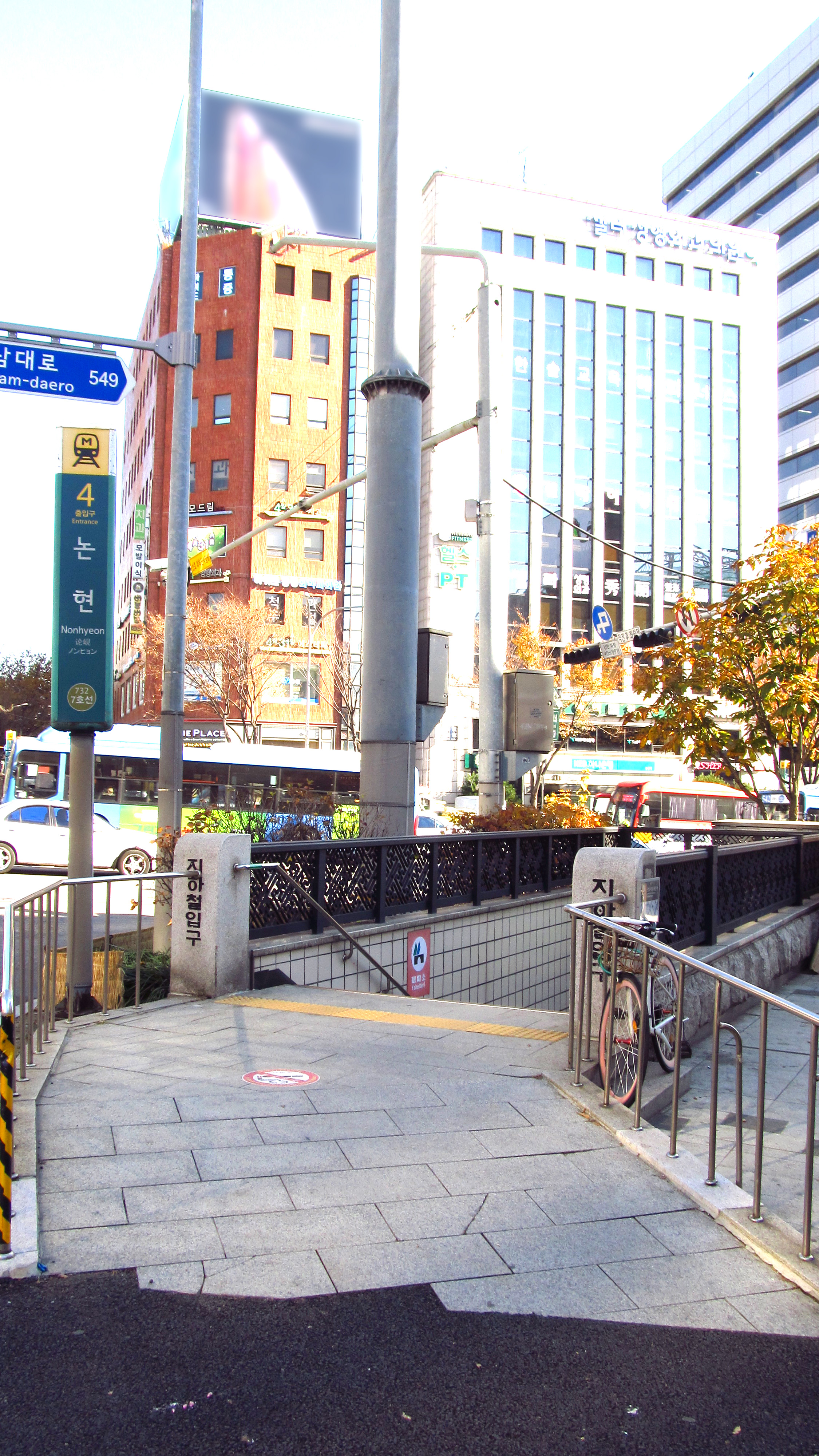
En 2018.
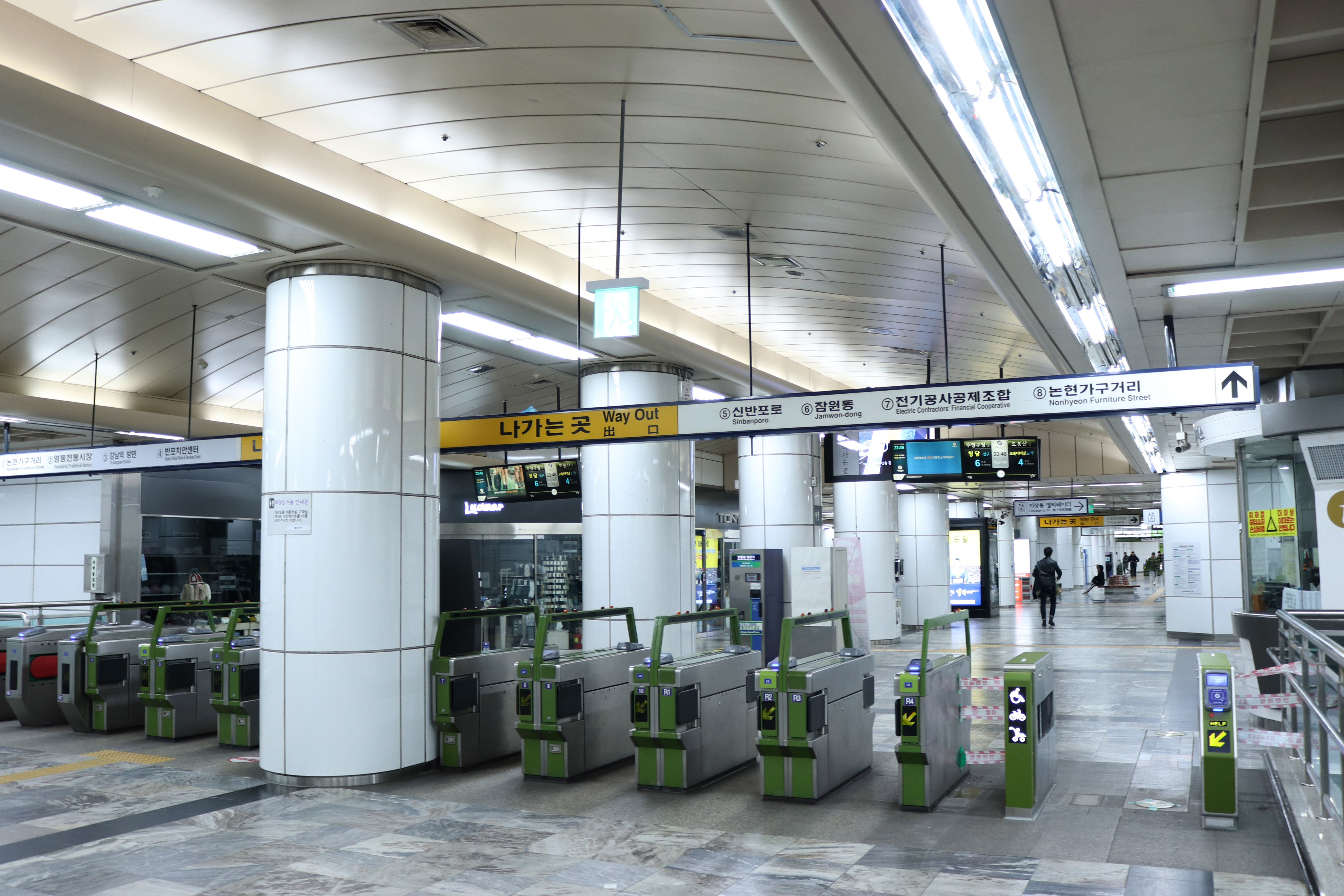
En 2017.
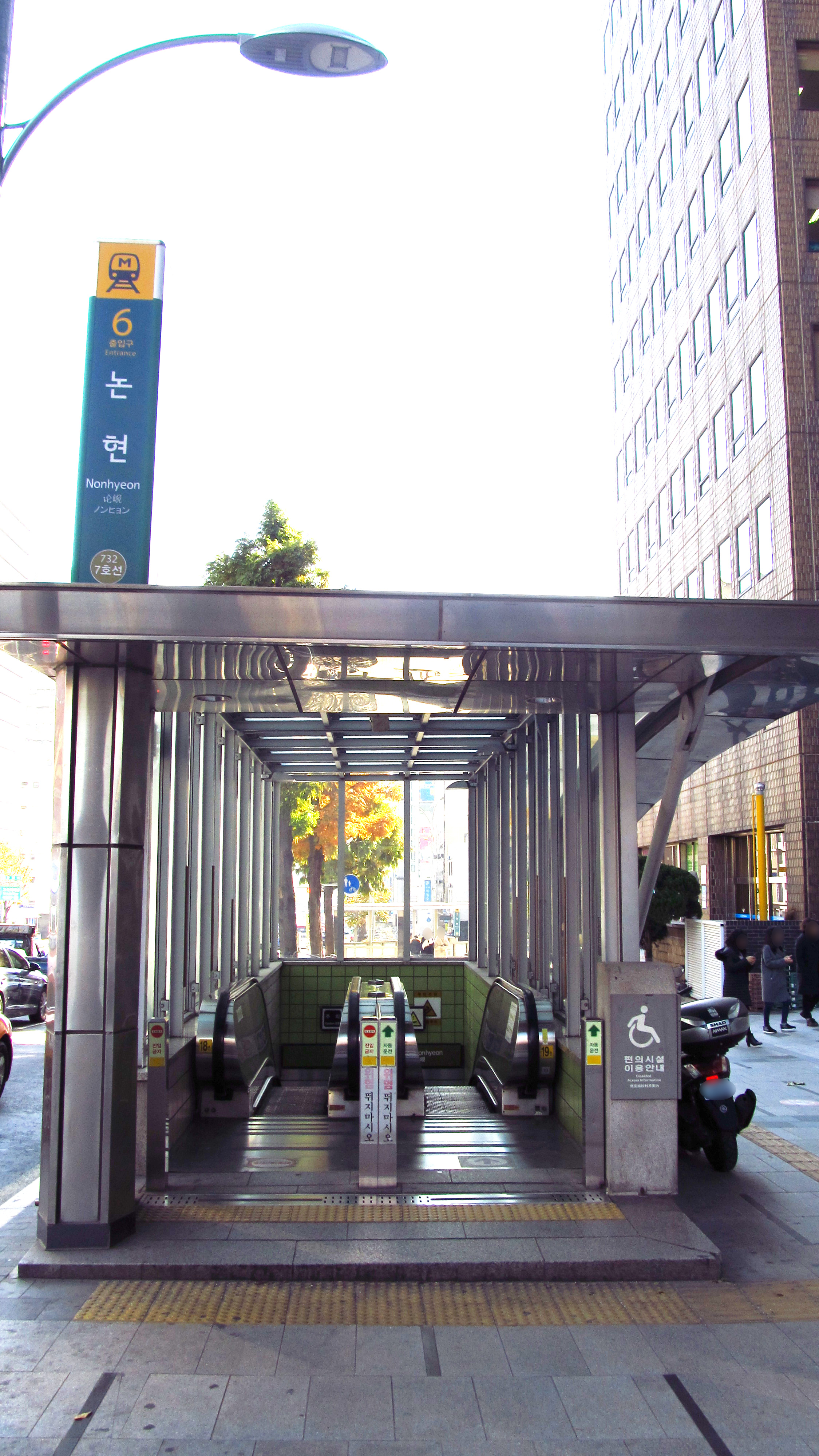
En 2018.

### Desserte

#### Station ligne 7
Nonhyeon, est une station de la ligne 7, avec deux quais latéraux équipés de portes palières.

Installations ligne 3
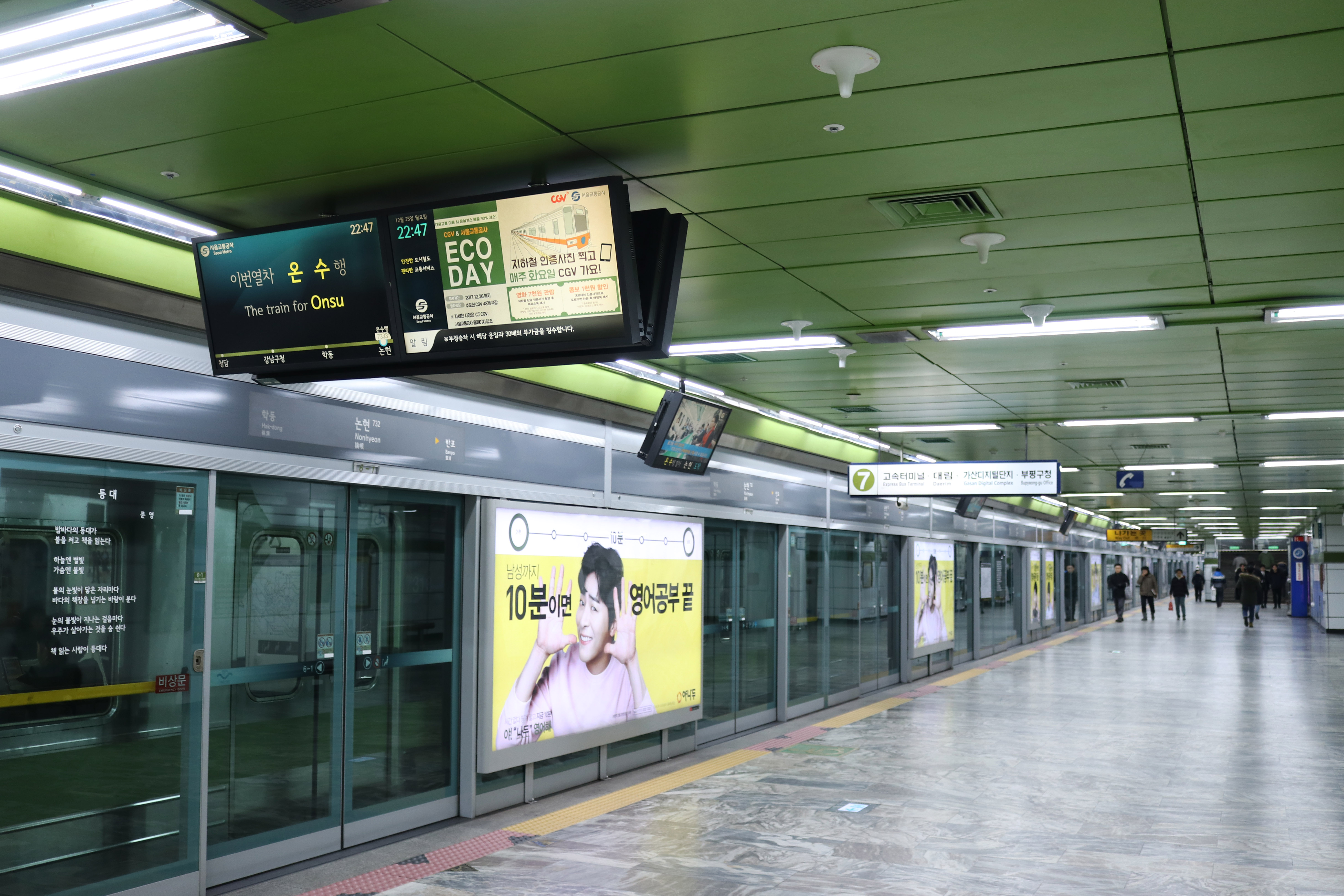
En 2017.
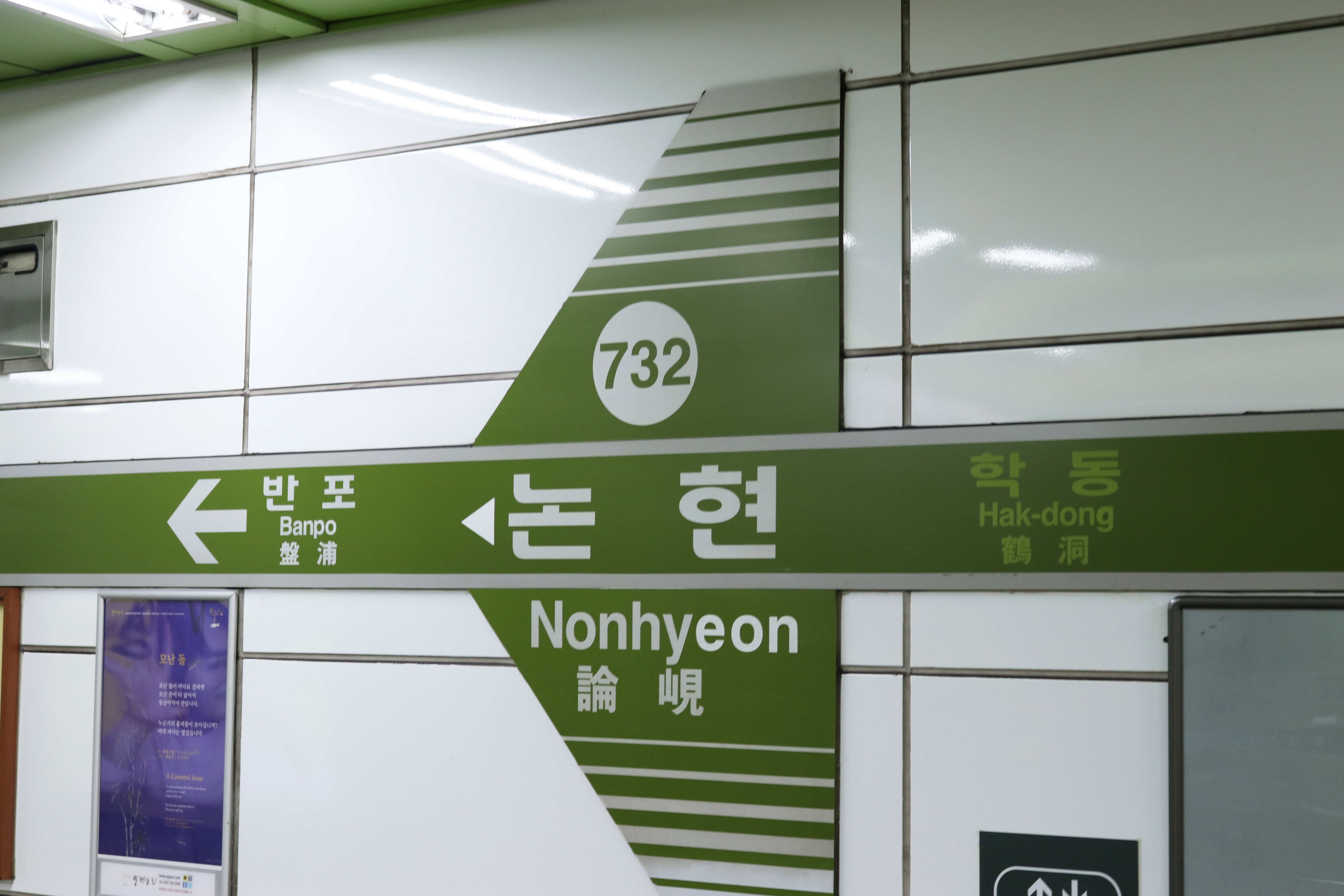
En 2017
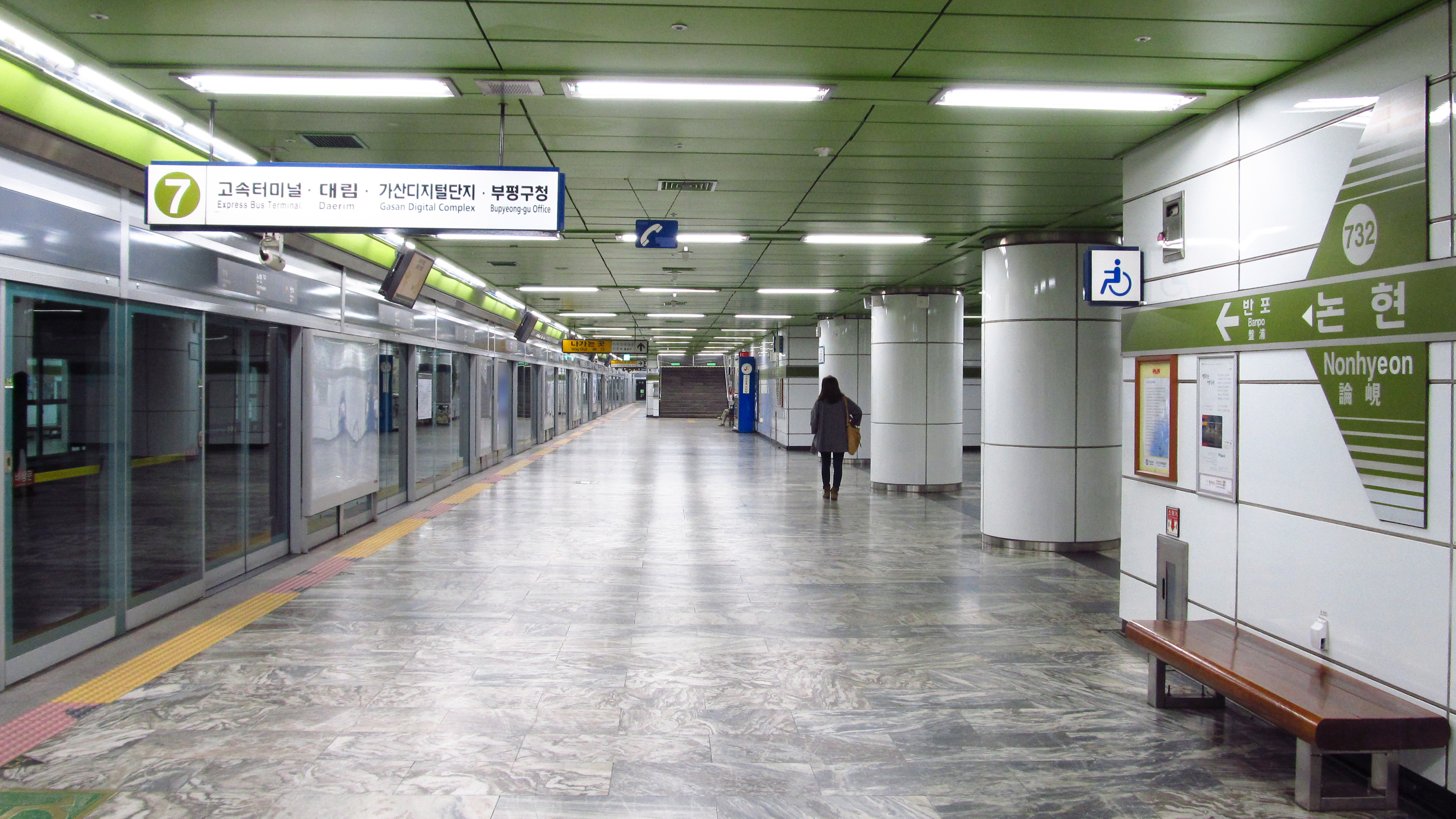
En 2018.

#### Station ligne Sin Bundang
Nonhyeon, est une station de la ligne Sin Bundang, avec un quai central équipé de portes palières.

Installations ligne Sin Bundang
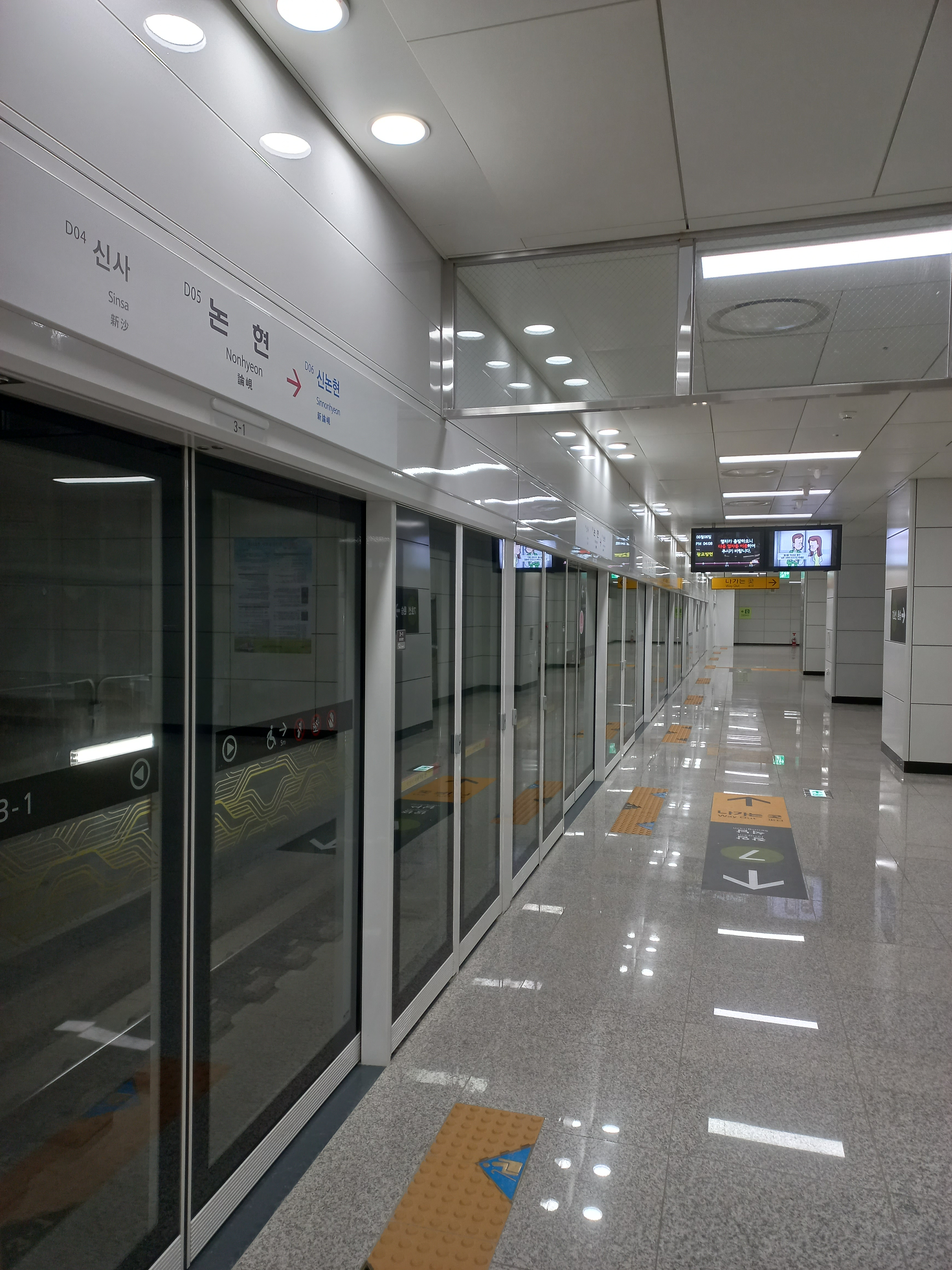
En 2022.
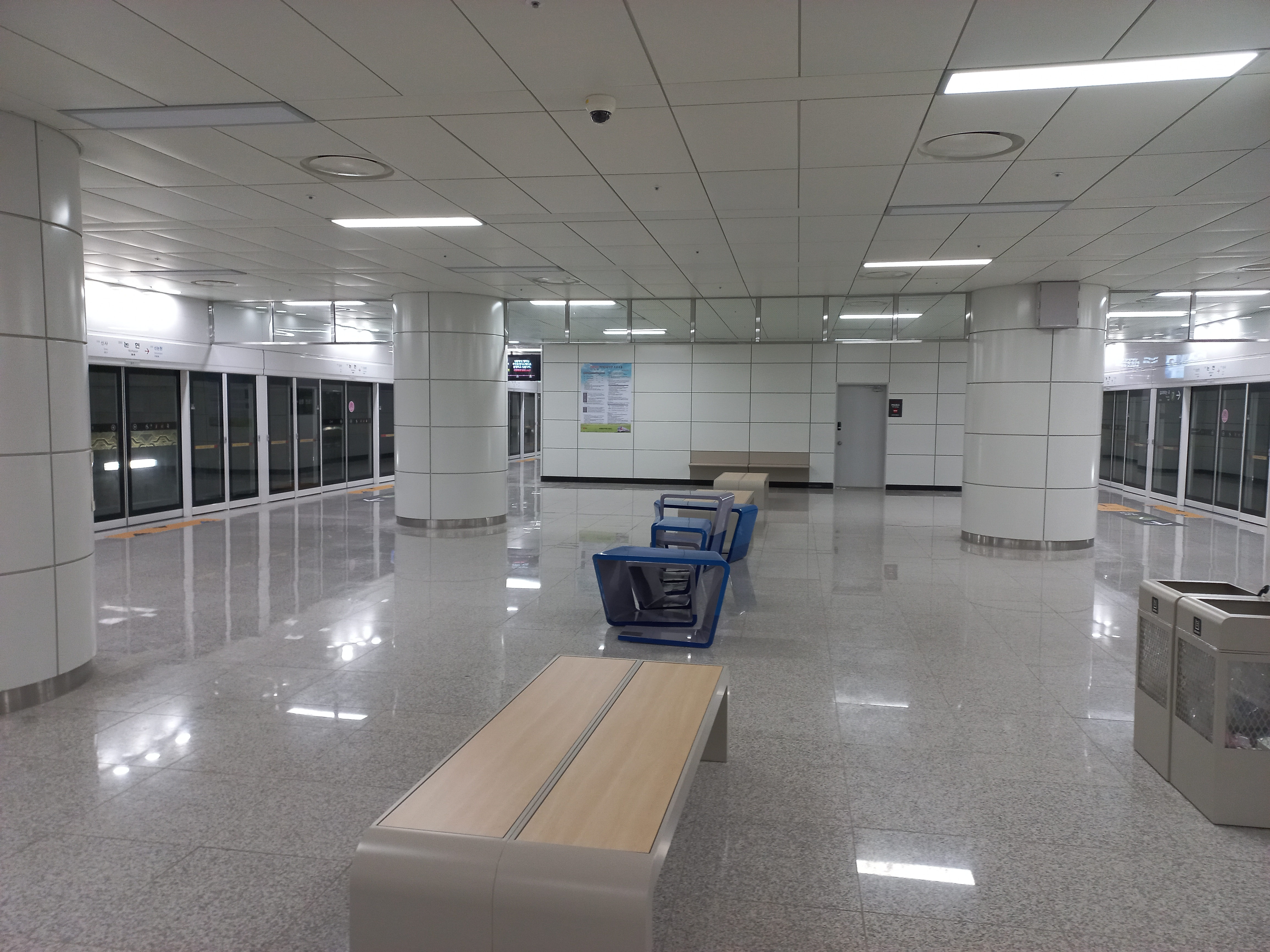
En 2022.

### Intermodalité
Des arrêts de bus sont situés à proximité des bouches du métro.